# USAT Liberty
Pour les autres navires du même nom, voir USS Liberty.
L’USAT Liberty est un cargo de l’United States Army construit en 1918. Navire de classe 1037, sa construction est commandée par l’United States Shipping Board dans le cadre de la Première Guerre mondiale. C’est le premier navire construit par la Federal Shipbuilding and Drydock Company à Kerney dans le New Jersey. Il servit comme transport d’animaux pour l’US Navy sous le nom d’USS Liberty (ID-3461). Torpillé par le sous-marin japonais I-166 en janvier 1942, il est échoué sur l'Île de Bali. En 1963, une éruption volcanique déplace le navire au large de la plage, et l'épave du Liberty est maintenant un site populaire de plongée.

## Épave

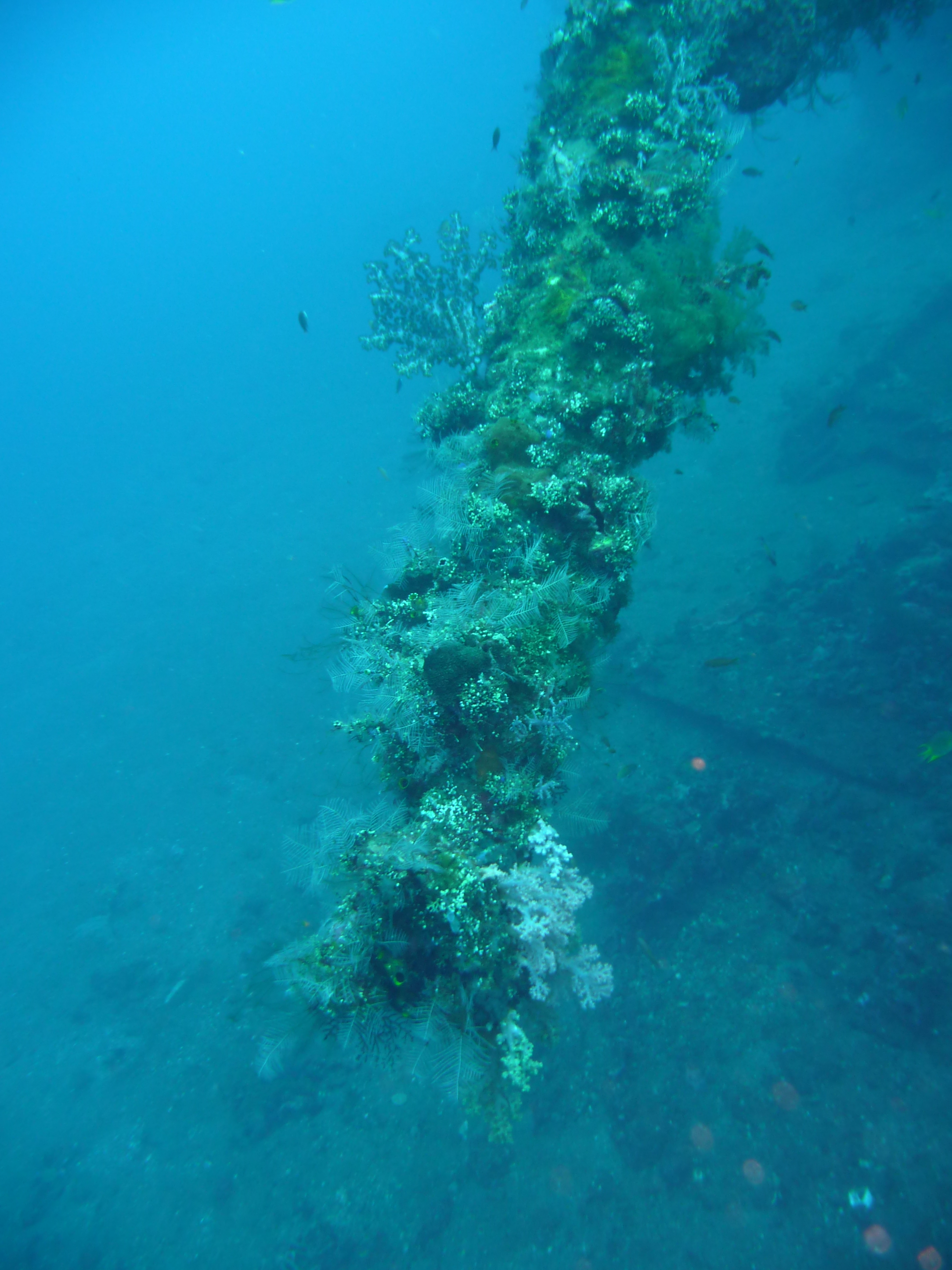
Épave de l'USAT Liberty.